# Club Atlético Talleres
Club Atlético Talleres, zkráceně CA Talleres, známý též jako Talleres de Córdoba, je argentinský fotbalový klub se sídlem ve městě Córdoba ve stejnojmenné provincii. Hraje na stadiónu Estadio Mario Alberto Kempes. Barvami jsou tmavě modrá a bílá.
Talleres nikdy nevyhrál argentinskou ligu, jednou však vyhrál Copa CONMEBOL.

## Historie
Klub založili roku 1913 zaměstnanci společnosti Córdoba Central Railway pod názvem Atlético Talleres Central Córdoba (název talleres – „dílny“ odkazoval na železniční opravny, odkud pocházeli). Barvy byly zvoleny dle Blackburn Rovers. Roku 1914 vstoupil tým do lokální córdobské ligy. Roku 1917 se klub přejmenoval na Club Atlético Talleres.
Roku 1969 hrál tým poprvé 1. argentinskou ligu.
V půlročníku Nacional 1977 se tým dostal do finále argentinské ligy, které se hrálo v lednu 1978 a kde Talleres prohrál souboj o titul s CA Independiente po výsledcích 1:1 venku a 2:2 doma po pravidlu o gólech venku.
Na domácím mistrovství světa v roce 1978 byli v argentinském týmu mistrů světa 3 hráči Talleres – Luis Galván, Miguel Oviedo a José Daniel Valencia.
Roku 1999 vyhrál klub poslední ročník Copa CONMEBOL, když hrál ve finále s brazilským Centro Sportivo Alagoano 2:4 a 3:0.

## Úspěchy

### Národní

#### Liga
- Primera División:
  - 2. místo: Nacional 1977

### Mezinárodní
- Copa CONMEBOL (1): 1999

### Regionální
- Liga Cordobesa de Fútbol (27): 1915, 1916, 1918, 1921, 1922, 1923, 1924, 1934, 1938, 1939, 1941, 1944, 1945, 1948, 1949, 1951, 1953, 1958, 1960, 1963, 1969, 1974, 1975, 1976, 1977, 1978, 1979